# Tournefortia stenosepala
Tournefortia stenosepala är en strävbladig växtart som beskrevs av Johann Wilhelm Krause. Tournefortia stenosepala ingår i släktet Tournefortia och familjen strävbladiga växter. Inga underarter finns listade i Catalogue of Life.